# Фигероа Силва, Паулу Рикарду
Это не единственный футболист с таким прозвищем, см. Кака (значения)

Па́улу Рика́рду Фигеро́а Си́лва (порт.-браз. Paulo Ricardo Figueroa Silva, род. 4 марта 1977, Аракажу, Бразилия), более известный как Кака́ (порт.-браз. Kaká) — бразильский и азербайджанский футболист, игрок в мини-футбол. Главный тренер сборной Казахстана по мини-футболу.

## Биография
Кака начинал карьеру в бразильских клубах, а в 2001 году перебрался в испанский чемпионат. Там он поиграл за «Барселону» и «Дизофт», после чего вновь сменил чемпионат, став игроком российского клуба «Спартак-Щёлково». Лучшим для него в подмосковном клубе стал сезон 2004—2005, когда в его составе он выиграл Кубок России и серебро чемпионата, а сам стал лучшим бомбардиром первенства.
В 2009 году щёлковский клуб из-за финансовых проблем покинул Суперлигу, а Кака стал игроком московского ЦСКА. Но в стане армейцев бразилец поиграл недолго — уже в начале 2010 года он перебрался в другой столичный клуб «Динамо-Ямал». Но там бразилец скорее не играл, а выполнял обязанности помощника главного тренера.
Летом 2010 года Кака возглавил азербайджанский клуб «Нефтчи». Несмотря на утверждения о завершении игровой карьеры, спустя некоторое время он стал выходить за клуб и в качестве игрока. А в 2012 году, после получения азербайджанского паспорта, он дебютировал за сборную Азербайджана по мини-футболу. Он отличился голом в дебютном же матче против сборной России.

## Достижения
- Обладатель Кубка России по мини-футболу (2): 2005, 2010

Личные:
- Лучший бомбардир чемпионата России по мини-футболу: 2004/05